# 扎姆林尼亞
51°7′52″N 23°58′18″E / 51.13111°N 23.97167°E
扎姆林尼亞（烏克蘭語：Замлиння），是烏克蘭的村落，位於該國西部沃倫州，由科韋利區負責管轄，處於涅列特瓦河畔，面積0.64平方公里，2001年該村落人口233。